# Richmond (Cap-Nord)
Pour les articles homonymes, voir Richmond.
Richmond est une ville d’Afrique du Sud située dans le désert du Karoo, dans la province du Cap-Nord.
La ville fut fondée en 1843 dans le district de Colesberg afin de répondre aux besoins religieux d'une communauté agricole croissante. 

## Historique
Les fondateurs de la ville voulaient qu'elle soit nommée en l'honneur du gouverneur de la colonie du Cap, Sir Peregrine Maitland, qui avait pris ses fonctions en 1844. Maitland refusa et suggéra à la place qu'elle honore son beau-père, Charles Lennox (4e duc de Richmond). Elle prit officiellement le nom de Richmond en octobre 1845. 
Elle se développa comme ville de villégiature dont le climat et les eaux riches en minéraux étaient adaptés pour soigner les maladies pulmonaires telles que la coqueluche et la tuberculose.
La ville présente aujourd'hui un nombre important de maisons et de bâtiments publics de style victorien et édouardien de la région du Karoo. Le bâtiment de l'Église réformée hollandaise date de 1847 mais sa tour ne fut achevée qu'en 1909.